# Firuzabad-Turm

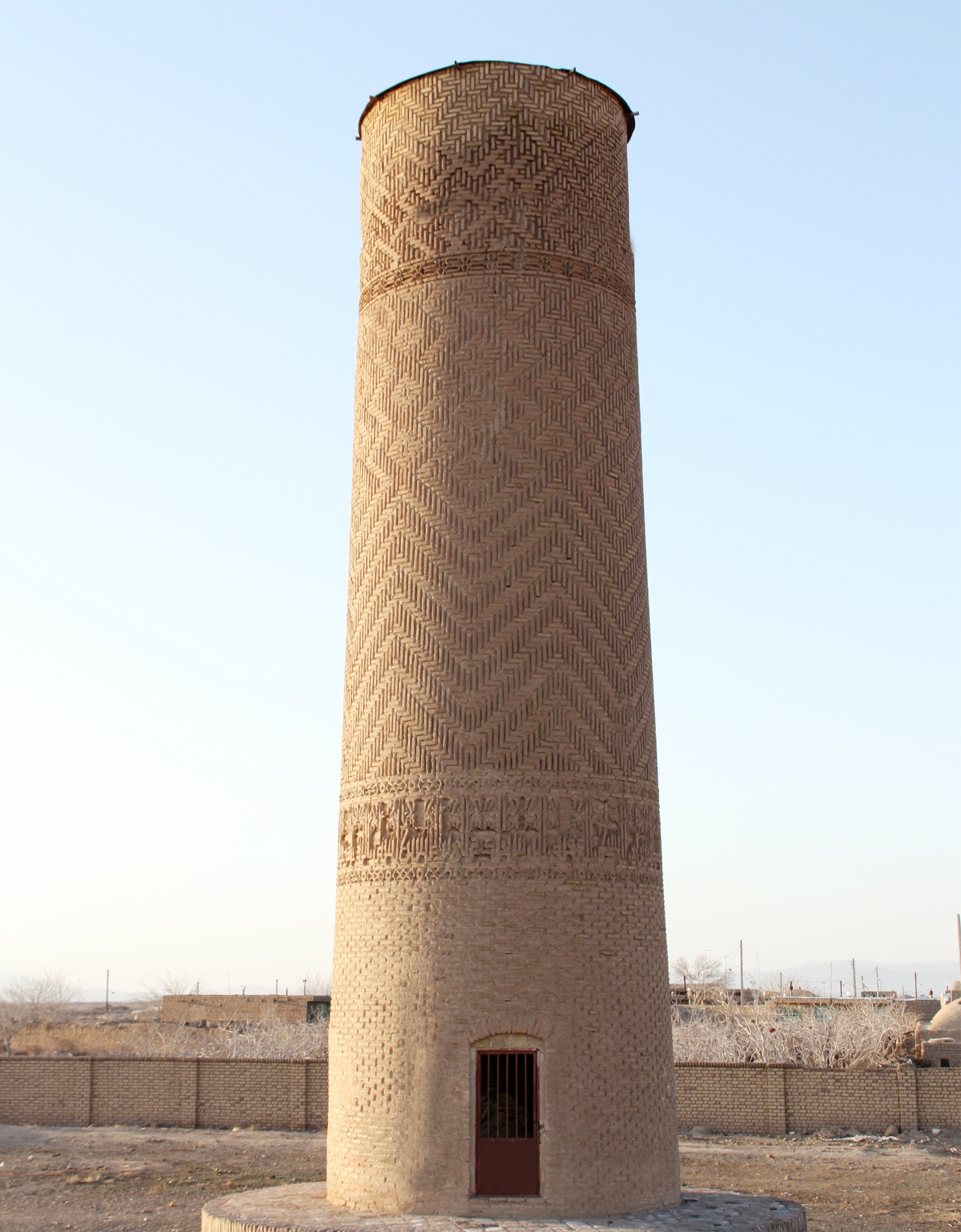
Firuzabad-Turm

Der Firuzabad-Turm (persisch برج فیروزآباد) ist ein Turm aus der Seldschuken-Ära in der Nähe der Stadt Bardaskan in der iranischen Provinz Razavi-Chorasan. Der Turm wurde als 91. Denkmal in die Liste der National Monuments des Iran aufgenommen.